# 西格木镇
西格木镇，是中华人民共和国黑龙江省佳木斯市郊区下辖的一个镇。
2017年12月28日，黑龙江省民政厅批复同意撤销西格木乡，设立西格木镇。

## 行政区划
西格木镇下辖以下地区：
草帽村、东格木村、丰胜村、靠山村、民胜村、平安村、群林村、西格木村和种畜场生活区。